# Kotoučov
Kotoučov (německy Kotauschow) je malá vesnice, část obce Bohdaneč v okrese Kutná Hora. Nachází se asi jeden kilometr jihovýchodně od Bohdanče.
Kotoučov je také název katastrálního území o rozloze 3,81 km².

## Historie
První písemná zmínka o vesnici pochází z roku 1543.

## Pamětihodnosti
- Ve vsi roste několik památných stromů, Lípa velkolistá (Kotoučov) a Lípy v Kotoučově u křížku.
- Nedaleko návesního rybníka je umístěn pomník padlým ve světových válkách.
- Ke vsi patří také Barešova hájenka čp. 18, nedaleko níž rostou Kotoučovské lípy, mezi nimiž stojí křížek.

## Další fotografie

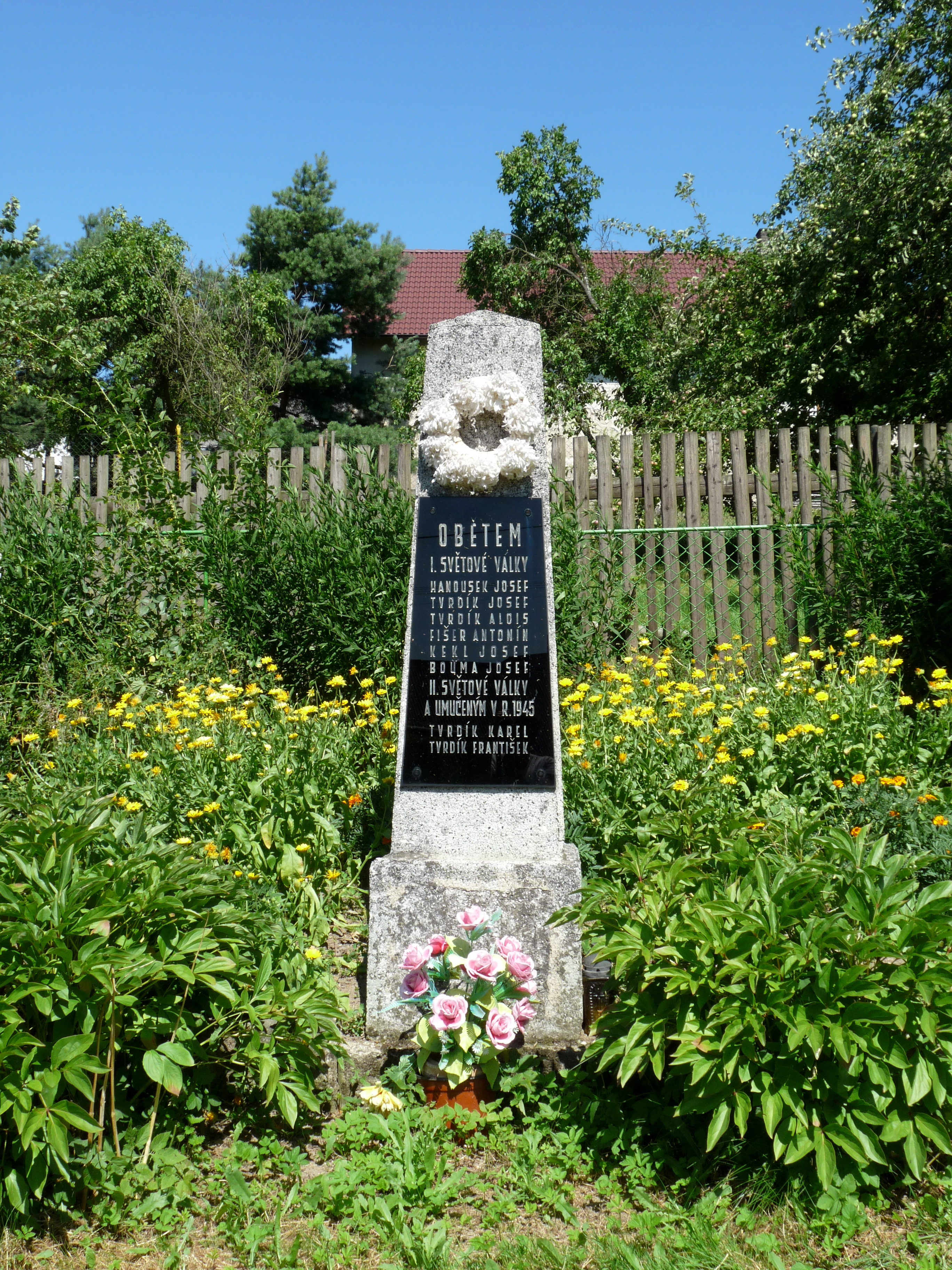
Pomník padlým
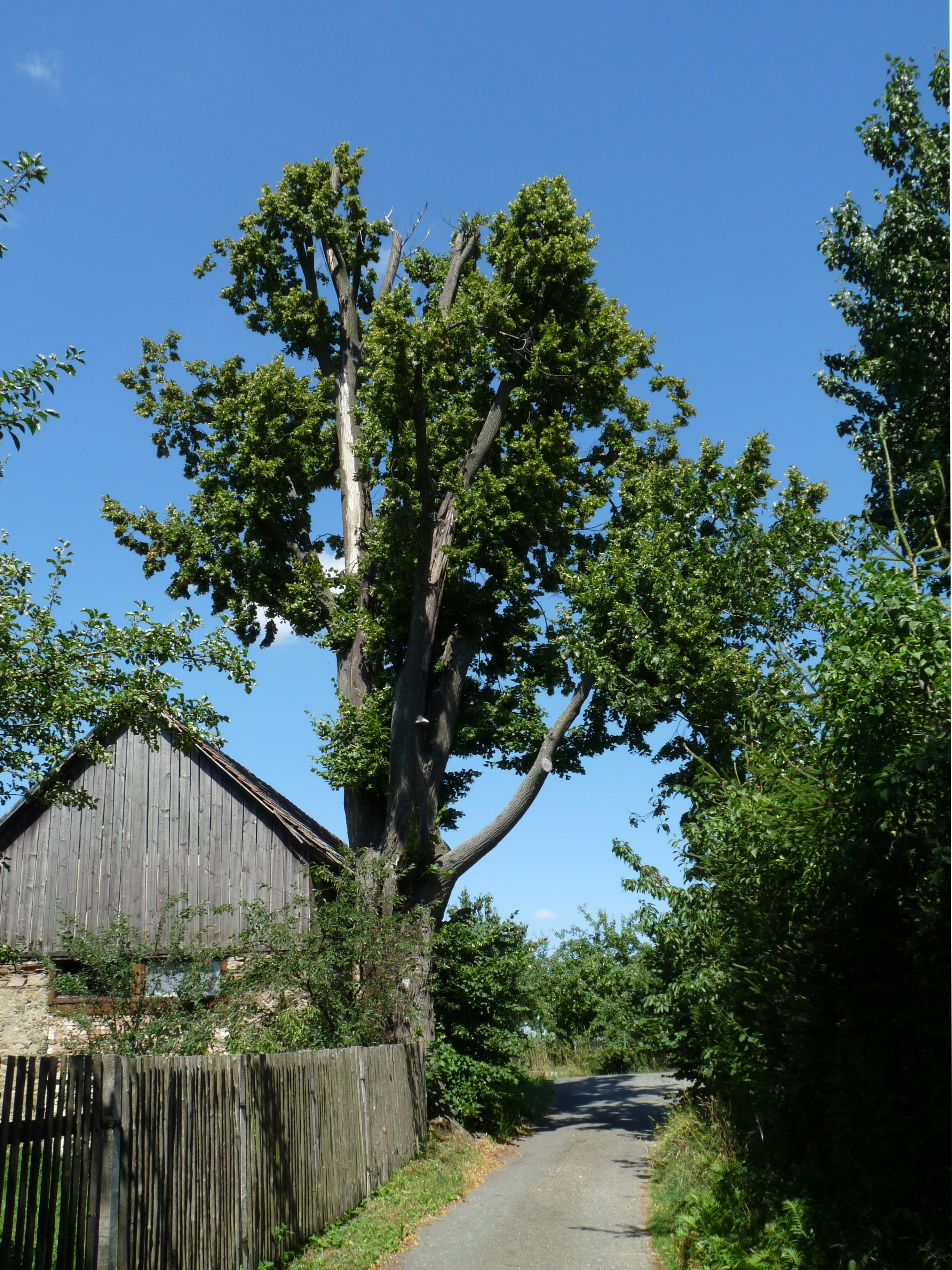
Lípa u čp. 8
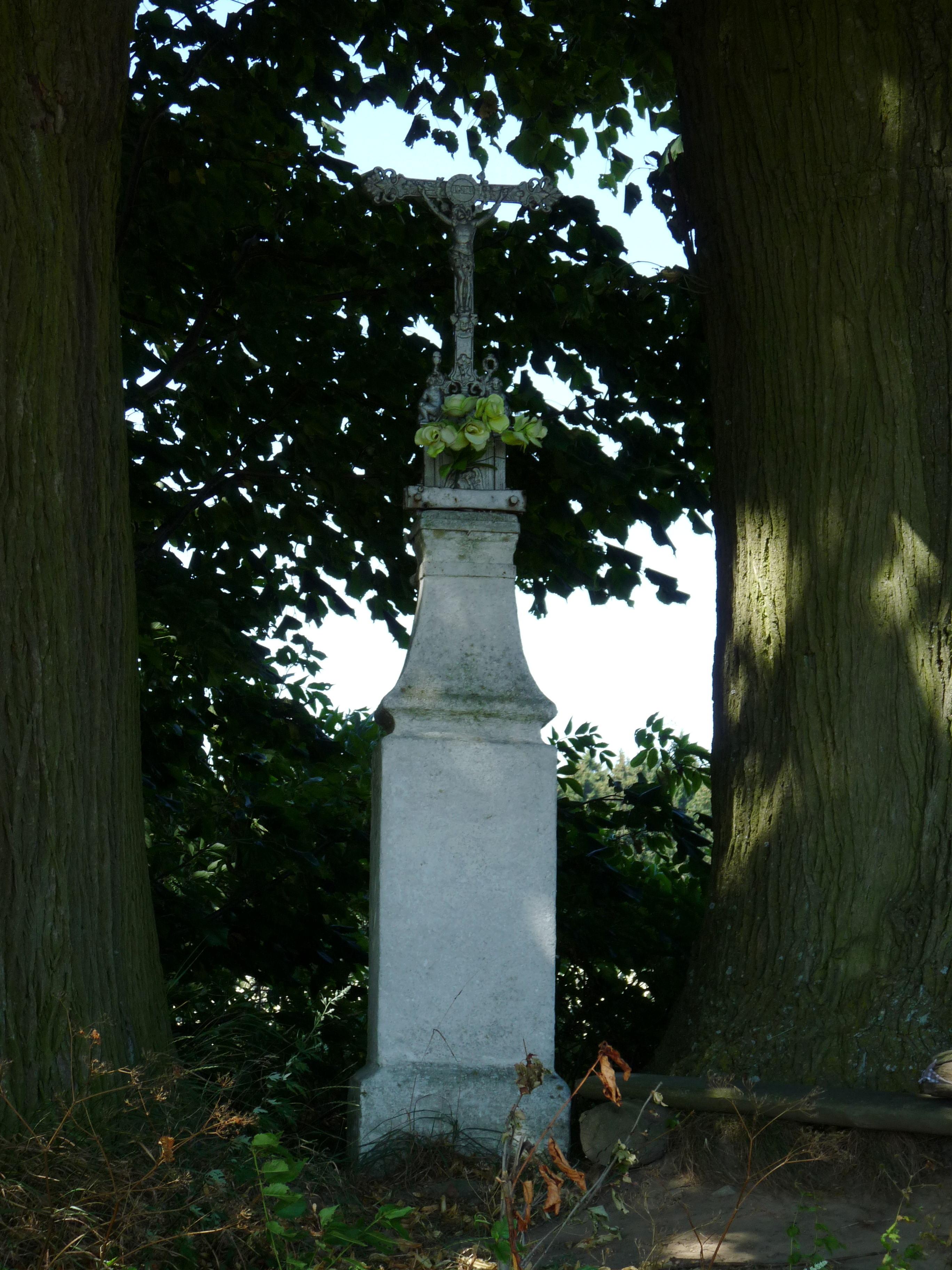
Křížek u Kotoučovských lip